# Challenge League 2024-2025
La Challenge League 2024-2025, nota come dieci Challenge League 2024-2025 per motivi di sponsorizzazione, è la 127ª edizione della seconda divisione del campionato svizzero di calcio, la 22ª sotto l'attuale denominazione. La stagione è iniziata il 19 luglio 2024 ed è finita il 23 maggio 2025.

## Stagione

### Novità
È stato promosso in Super League 2024-2025 il primo della scorsa stagione; vale a dire il Sion. Il Baden, ultimo in classifica, è stato retrocesso in Promotion League.
Dalla Promotion League è stato promosso l'Étoile Carouge, mentre dalla Super League è stato retrocesso il Stade Lausanne-Ouchy, giunto ultimo dopo la sua prima stagione nella massima serie elvetica.

### Formula
Le 10 squadre giocano un girone all'italiana con partite di andata, ritorno, andata e ritorno, per un totale di 36 giornate.
Al termine della stagione, la prima in classifica è promossa in Super League, mentre la seconda classificata gioca uno spareggio promozione con un'altra squadra di Super League. L'ultima classificata è invece direttamente retrocessa in Promotion League.

## Squadre partecipanti
| Club                 | Città      | Stadio                         | Stagione precedente    |
| -------------------- | ---------- | ------------------------------ | ---------------------- |
| Aarau                | Aarau      | Stadion Brügglifeld            | 6° in Challenge League |
| Bellinzona           | Bellinzona | Stadio comunale                | 8° in Challenge League |
| Étoile Carouge       | Carouge    | Stade de la Fontenette         | 1° in Promotion League |
| Neuchâtel Xamax      | Neuchâtel  | La Maladière                   | 4° in Challenge League |
| Sciaffusa            | Sciaffusa  | Berformance Arena              | 9° in Challenge League |
| Stade Lausanne-Ouchy | Losanna    | Stade Olympique de la Pontaise | 12° in Super League    |
| Stade Nyonnais       | Nyon       | Centre sportif de Colovray     | 7° in Challenge League |
| Thun                 | Thun       | Stockhorn Arena                | 2º in Challenge League |
| Vaduz                | Vaduz      | Rheinpark                      | 3° in Challenge League |
| Wil                  | Wil        | IGP Arena                      | 5° in Challenge League |

## Allenatori e primatisti
| Squadra              | Allenatore                                         | Calciatore più presente                                 | Cannoniere                             |
| -------------------- | -------------------------------------------------- | ------------------------------------------------------- | -------------------------------------- |
| Aarau                | Brunello Iacopetta                                 | Nikola Gjorgjev, Serge Müller (35)                      | Valon Fazliu, Yannick Toure (12)       |
| Bellinzona           | Manuel Benavente(1ª-26ª) Giuseppe Sannino (27ª-)   | Nassim L'Ghoul, Dragan Mihajlović, Rilind Nivokazi (34) | Rilind Nivokazi (18)                   |
| Étoile Carouge       | Adrian Ursea                                       | Bruno Caslei, Oscar Correia (35)                        | Oscar Correia (12)                     |
| Neuchâtel Xamax      | Ulrich Forte (1ª-18ª) Anthony Braizat (19ª-)       | Shkelqim Demhasaj (35)                                  | Shkelqim Demhasaj (16)                 |
| Sciaffusa            | Ciriaco Sforza (1ª-24ª) Hakan Yakin (25ª-36ª)      | Iwan Hegglin, Gabriele De Donno (30)                    | Felipe Pasadore, Gabriele De Donno (5) |
| Stade Lausanne-Ouchy | Ricardo Dionisio (1ª-8ª) Dalibor Stevanovič (9ª-)  | Nathan Garcia, Hugo Fargues, Rayan Kadima (31)          | Warren Caddy (18)                      |
| Stade Nyonnais       | Christophe Caschili (1ª-18ª) Andrea Binotto (19ª-) | Jules Sylvestre-Brac (34)                               | Elias Pasche (15)                      |
| Thun                 | Mauro Lustrinelli                                  | Marc Gutbub, Justin Roth, Leonardo Bertone (33)         | Leonardo Bertone (9)                   |
| Vaduz                | Marc Schneider                                     | Fabrizio Cavegn (36)                                    | Fabrizio Cavegn (13)                   |
| Wil                  | Marco Hämmerli                                     | Tim Staubli (36)                                        | Nico Maier (11)                        |

## Classifica finale
|       | Pos. | Squadra              | Pt | G  | V  | N  | P  | GF | GS | DR  |
| ----- | ---- | -------------------- | -- | -- | -- | -- | -- | -- | -- | --- |
|       | 1.   | Thun                 | 72 | 36 | 21 | 9  | 6  | 70 | 39 | +31 |
|       | 2.   | Aarau                | 61 | 36 | 16 | 13 | 7  | 64 | 46 | +18 |
|       | 3.   | Étoile Carouge       | 54 | 36 | 15 | 9  | 12 | 58 | 47 | +11 |
|       | 4.   | Stade Lausanne-Ouchy | 53 | 36 | 14 | 11 | 11 | 54 | 43 | +11 |
|       | 5.   | Wil                  | 53 | 36 | 15 | 11 | 11 | 60 | 55 | +5  |
| [ 1 ] | 6.   | Vaduz                | 51 | 36 | 13 | 12 | 11 | 48 | 49 | -1  |
|       | 7.   | Bellinzona           | 44 | 36 | 11 | 11 | 14 | 46 | 59 | -13 |
|       | 8.   | Neuchâtel Xamax      | 41 | 36 | 12 | 5  | 19 | 57 | 65 | -8  |
|       | 9.   | Stade Nyonnais       | 36 | 36 | 10 | 6  | 20 | 44 | 69 | -25 |
|       | 10.  | Sciaffusa            | 25 | 36 | 7  | 7  | 22 | 40 | 69 | -29 |

Legenda:
      Promossa in Super League 2025-2026.
 Ammessa allo spareggio promozione-retrocessione.
      Retrocessa in Promotion League 2025-2026.
Note:
Tre punti a vittoria, uno a pareggio, zero a sconfitta.
In caso di arrivo di due o più squadre a pari punti, la graduatoria verrà stilata in base ai seguenti criteri:
- Differenza reti generale.
- Reti realizzate in generale.
- Differenza reti negli scontri diretti.
- Maggior numero di reti in trasferta.
- Sorteggio.

## Risultati

### Tabellone

#### Prima Fase
|                      | AAR | ACB | CAR | FCS | SLO | NYO | THU | VAD | WIL | XAM |
| -------------------- | --- | --- | --- | --- | --- | --- | --- | --- | --- | --- |
| Aarau                | ——— | 1-2 | 1-0 | 1-2 | 1-0 | 1-0 | 1-3 | 0-0 | 1-1 | 1-3 |
| Bellinzona           | 1-4 | ——— | 1-1 | 2-1 | 2-1 | 1-1 | 0-0 | 1-2 | 0-3 | 0-2 |
| Étoile Carouge       | 2-1 | 2-2 | ——— | 1-0 | 1-1 | 3-1 | 0-2 | 1-0 | 3-1 | 3-1 |
| Sciaffusa            | 0-3 | 2-1 | 2-3 | ——— | 0-1 | 0-1 | 2-2 | 1-1 | 0-2 | 1-2 |
| Stade Lausanne-Ouchy | 1-1 | 1-1 | 5-1 | 0-1 | ——— | 6-2 | 1-1 | 2-2 | 0-0 | 1-2 |
| Stade Nyonnais       | 1-2 | 2-1 | 2-4 | 0-3 | 0-3 | ——— | 1-6 | 1-1 | 3-1 | 2-1 |
| Thun                 | 1-1 | 1-2 | 2-1 | 3-1 | 1-1 | 4-2 | ——— | 2-0 | 0-2 | 1-0 |
| Vaduz                | 2-5 | 2-1 | 3-2 | 2-2 | 3-1 | 0-0 | 2-0 | ——— | 3-2 | 2-1 |
| Wil                  | 2-2 | 0-2 | 2-1 | 2-2 | 2-2 | 0-3 | 0-0 | 0-0 | ——— | 4-0 |
| Neuchâtel Xamax      | 1-3 | 2-2 | 0-3 | 2-1 | 3-2 | 3-2 | 2-3 | 4-1 | 1-4 | ——— |

### Seconda Fase
|                      | AAR | ACB | CAR | FCS | SLO | NYO | THU | VAD | WIL | XAM |
| -------------------- | --- | --- | --- | --- | --- | --- | --- | --- | --- | --- |
| Aarau                | ——— | 2-1 | 2-2 | 3-0 | 2-2 | 1-1 | 1-0 | 2-2 | 2-4 | 2-0 |
| Bellinzona           | 1-1 | ——— | 0-0 | 3-0 | 0-1 | 2-1 | 3-1 | 3-1 | 0-3 | 3-1 |
| Étoile Carouge       | 1-3 | 7-0 | ——— | 0-2 | 1-2 | 2-1 | 0-0 | 3-2 | 1-1 | 2-1 |
| Sciaffusa            | 1-1 | 1-3 | 0-0 | ——— | 2-3 | 2-3 | 2-3 | 1-1 | 1-3 | 2-4 |
| Stade Lausanne-Ouchy | 2-4 | 1-1 | 1-0 | 0-1 | ——— | 0-1 | 3-0 | 2-0 | 2-1 | 0-0 |
| Stade Nyonnais       | 1-2 | 3-0 | 0-3 | 0-1 | 3-0 | ——— | 0-2 | 1-0 | 0-2 | 1-3 |
| Thun                 | 2-1 | 2-0 | 1-0 | 3-0 | 2-1 | 2-2 | ——— | 3-1 | 7-0 | 2-1 |
| Vaduz                | 0-1 | 3-1 | 1-0 | 1-0 | 0-1 | 1-1 | 3-3 | ——— | 1-0 | 2-1 |
| Wil                  | 2-2 | 2-2 | 2-2 | 3-1 | 0-2 | 2-1 | 2-3 | 0-3 | ——— | 2-0 |
| Neuchâtel Xamax      | 1-1 | 1-1 | 1-2 | 6-2 | 1-2 | 4-0 | 0-2 | 0-0 | 2-3 | ——— |

## Spareggi

### Spareggio promozione-retrocessione
Allo spareggio sono ammesse l'undicesima classificata in Super League e la seconda classificata in Challenge League.
|              | Risultati |              | Luogo e data           |
| ------------ | --------- | ------------ | ---------------------- |
| Grasshoppers | 4 - 0     | Aarau        | Lugano, 27 maggio 2025 |
| Aarau        | 1 - 0     | Grasshoppers | Aarau, 30 maggio 2025  |
|              |           |              |                        |

## Statistiche

### Squadre

#### Capoliste solitarie
|    | —— | —— | ——   | ——   | ——   | ——   | —— | ——   | ——  | ——         | ——         | ——         | ——   | ——   | ——   | ——   | ——   | ——   | ——   | ——   | ——   | ——   | ——    | ——    | ——    | ——   | ——  | ——   | ——   | ——   | ——   | ——   | ——   | ——   | ——   | —— |  |
|    |    |    | Thun | Thun | Thun | Thun |    | Thun |     | É. Carouge | É. Carouge | É. Carouge | Thun | Thun | Thun | Thun | Thun | Thun | Thun | Thun | Thun | Thun | Aarau | Aarau | Aarau | Thun |     | Thun | Thun | Thun | Thun | Thun | Thun | Thun | Thun |    |  |
|    |    |    |      |      |      |      |    |      |     |            |            |            |      |      |      |      |      |      |      |      |      |      |       |       |       |      |     |      |      |      |      |      |      |      |      |    |  |
|    |    |    |      |      |      |      |    |      |     |            |            |            |      |      |      |      |      |      |      |      |      |      |       |       |       |      |     |      |      |      |      |      |      |      |      |    |  |
| 1ª | 2ª | 3ª | 4ª   | 5ª   | 6ª   | 7ª   | 8ª | 9ª   | 10ª | 11ª        | 12ª        | 13ª        | 14ª  | 15ª  | 16ª  | 17ª  | 18ª  | 19ª  | 20ª  | 21ª  | 22ª  | 23ª  | 24ª   | 25ª   | 26ª   | 27ª  | 28ª | 29ª  | 30ª  | 31ª  | 32ª  | 33ª  | 34ª  | 35ª  | 36ª  |    |  |

### Individuali

#### Classifica marcatori
| Gol |  |  | Giocatore              | Squadra              |
| --- |  |  | ---------------------- | -------------------- |
| 18  |  |  | Warren Caddy           | Stade Lausanne-Ouchy |
| 18  |  |  | Rilind Nivokazi        | Bellinzona           |
| 16  |  |  | Shkelqim Demhasaj      | Neuchâtel Xamax      |
| 15  |  |  | Elias Pasche           | Stade Nyonnais       |
| 13  |  |  | Fabrizio Cavegn        | Vaduz                |
| 12  |  |  | Valon Fazliu           | Aarau                |
| 12  |  |  | Oscar Correia          | Étoile Carouge       |
| 12  |  |  | Yannick Toure          | Aarau                |
| 11  |  |  | Nico Maier             | Wil                  |
| 10  |  |  | Henri Koide            | Aarau                |
| 10  |  |  | Ayo Akinola            | Wil                  |
| 9   |  |  | Axel Kayombo           | Stade Lausanne-Ouchy |
| 9   |  |  | Leonardo Bertone       | Thun                 |
| 8   |  |  | Vincent Rufli          | Étoile Carouge       |
| 8   |  |  | Bruno Caslei           | Étoile Carouge       |
| 7   |  |  | Vincent Nvendo Ferrier | Étoile Carouge       |
| 7   |  |  | Nils Reichmuth         | Thun                 |
| 7   |  |  | Nikola Gjorgjev        | Aarau                |